# Maksim Kondrat'ev
Maksim Valer'evič Kondrat'ev (in russo Максим Валерьевич Кондратьев?; Togliatti, 20 gennaio 1983) è un hockeista su ghiaccio russo.

## Palmarès

### Mondiali
- 1 medaglia:
  - 1 bronzo (Russia 2007)